# Eucalyptus chapmaniana
Eucalyptus chapmaniana là một loài thực vật có hoa trong Họ Đào kim nương. Loài này được Cameron mô tả khoa học đầu tiên năm 1947.

## Hình ảnh

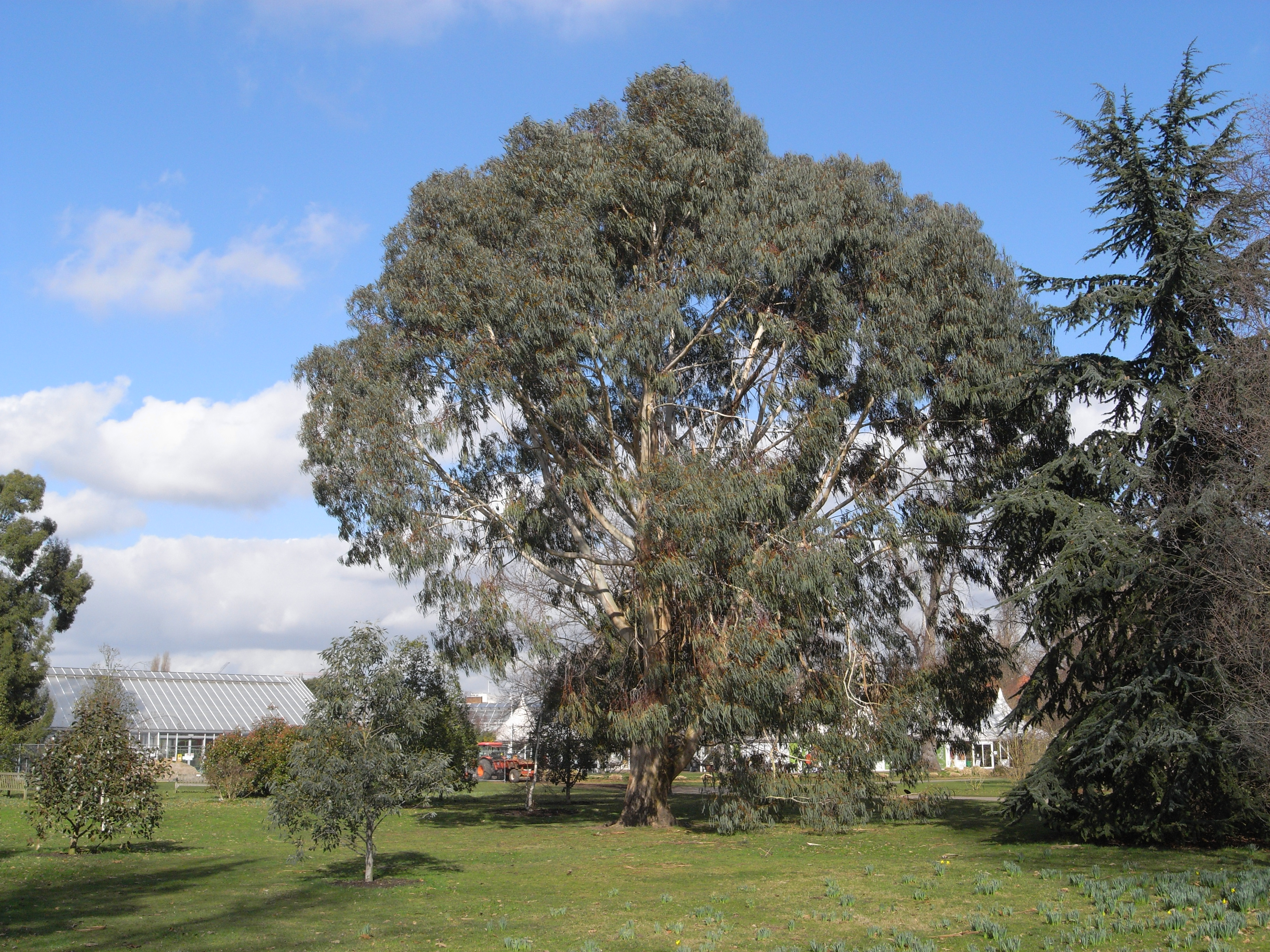
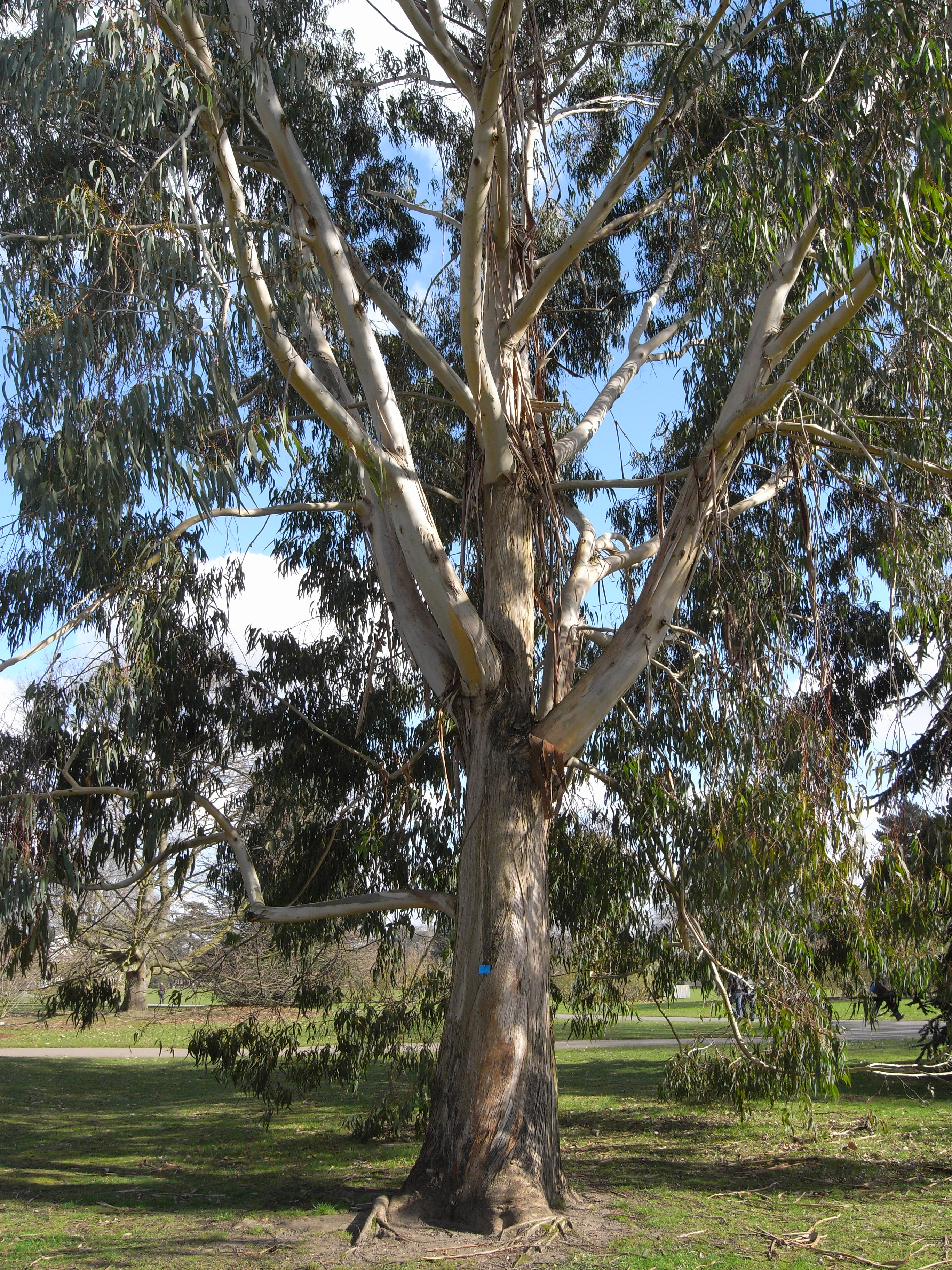